# Cheilanthes dicksonii
Cheilanthes dicksonii là một loài dương xỉ trong họ Pteridaceae. Loài này được Corda mô tả khoa học đầu tiên năm 1845.
Danh pháp khoa học của loài này chưa được làm sáng tỏ. 